# آلینا ووک
آلینا ووک (به انگلیسی: Alina Vuc؛ زادهٔ ۴ اکتبر ۱۹۹۳) یک کشتی‌گیر آزادکار اهل رومانی است. وی سابقه حضور در المپیک ۲۰۲۰ توکیو را دارد.
از افتخارات وی می‌توان به کسب مدال نقره مسابقات قهرمانی کشتی جهان ۲۰۱۹ و مسابقات قهرمانی کشتی جهان ۲۰۱۷ اشاره کرد.